# Stizocera melanura
Stizocera melanura là một loài bọ cánh cứng trong họ Cerambycidae.